# باشگاه فوتبال رویال انجینیرز
باشگاه فوتبال رویال انجینیرز (به انگلیسی: Royal Engineers Association Football Club) که به‌معنای باشگاه فوتبال مهندسان سلطنتی است، یک تیم فوتبال به نمایندگی از مهندسان سلطنتی ارتش بریتانیا بود. در سال ۱۸۷۰ میلادی، این تیم فوتبال یکی از قوی‌ترین تیم‌های فوتبال انگلیسی بود که در این سال به قهرمانی جام حذفی فوتبال انگلستان نیز دست‌یافت.